# Pandemia de gripe A (H1N1) de 2009-2010 en Francia
La pandemia de gripe A (H1N1), que se inició en 2009, entró en Francia el 1 de mayo del mismo año, cuando la ministra de Sanidad francesa anunció los primeros dos casos. Las primeras dos personas contagiadas en Francia por la pandemia se trataban de un hombre de 49 años y una joven de 24. De esta manera, Francia se convirtió en el 9.º país en reportar casos de gripe A en el continente europeo.

## Brote
Según la ministra de Sanidad de Francia, Roselyne Bachelot, se confirmó 1 de mayo la existencia de dos casos de gripe A en el país, correspondientes a dos personas hospitalizadas en la región de París. Se trata de un hombre de 49 años, y de una joven de 24.
Según la ministra francesa, precisó (en declaraciones a la cadena de televisión TF1) que hay un tercer caso con muchas probabilidades de dar resultados positivos. Las dos personas que se han contagiado con la gripe habían estado recientemente en México y, por lo tanto, la contaminación "no se ha producido en territorio francés", añadió Bachelot.  Ambas están siendo tratadas con antivirales y evolucionan favorablemente.

## Medidas
Un día antes de confirmarse los primeros casos, el 30 de abril, Francia había emitido el nivel cinco del plan nacional de emergencias que permite controles fronterizos más estrictos, restricciones de viajes y abarcaba una campaña informativa para la población. También se dispuso de medicamentos antigripales y máscaras, aunque sólo para medidas preventivas, aclaró el primer ministro François Fillon.
En el Aeropuerto de París-Orly, los encargados del equipaje se negaron a recoger maletas que provengan de México y España por miedo a la epidemia de la influenza. Además, el presidente Sarkozy pide al congreso europeo que se suspendan todos los vuelos comerciales hacia México.
El gobierno dijo que tenía previsto empezar el regreso a clases con normalidad. Pero decidió que si se dieren tres casos de contagio entre escolares en una semana, el aula o aulas concernidas serán cerradas durante al menos siete días.
El Gobierno encargó 94 millones de dosis de vacunas - y reservó con anticipación 36 millones más- y empezará a vacunar al personal sanitario y personas de riesgo, con enfermedades crónicas y mujeres embarazadas. Hasta el 26 de agosto la gripe ha causado en Francia la muerte de un total de 10 personas (siendo éste un país donde se estima la aparición de 3.000 casos a la semana): dos de las muertes en la metrópoli, cinco en Nueva Caledonia, y tres en la Polinesia Francesa.

## Muertes
El 29 de julio se confirma la primera muerte en territorio francés correspondiente a una adolescente de 14 años a causa del virus de influenza H1N1 en Brest, Bretaña.